# Paso de Harper
El paso de Harper (Harper Pass, elevación 962 metros (1052,1 yd)), anteriormente conocido como Hurunui Pass o, a veces, Taramakau Pass, es un paso alpino entre Canterbury y la costa oeste de Nueva Zelanda. Fue el cruce más importante para que los maoríes obtuvieran pounamu (piedras verdes usadas para tallar).
El primer europeo cruzó el paso en 1857 y más tarde ese año Leonard Harper, miembro del parlamento, le dio al paso su nombre actual. 
Fue de cierto interés para los colonos, ya que la costa oeste formaba parte de la provincia de Canterbury y siguió siendo la única ruta viable durante algunos años. Cuando comenzó la fiebre del oro de la Costa Oeste en 1864, se convirtió en un cruce muy utilizado y permaneció así hasta octubre de 1865, cuando se abrió una carretera de arrastre sobre el paso de Arthur. El paso de Arthur se mejoró en marzo de 1866 para cumplir con el estándar de tráfico de autobuses, y la ruta sobre  paso de Harper dejó de usarse al ser mucho menos directa. 
El paso de Harper fue restaurado en la década de 1930 como ruta de tramping (literalmente, vagabundeo. Hace referencia a mochileo) y el Harper Pass Track, un tramping de cuatro o cinco días, es hoy parte de la senda Te Araroa en toda su extensión.

## Historia

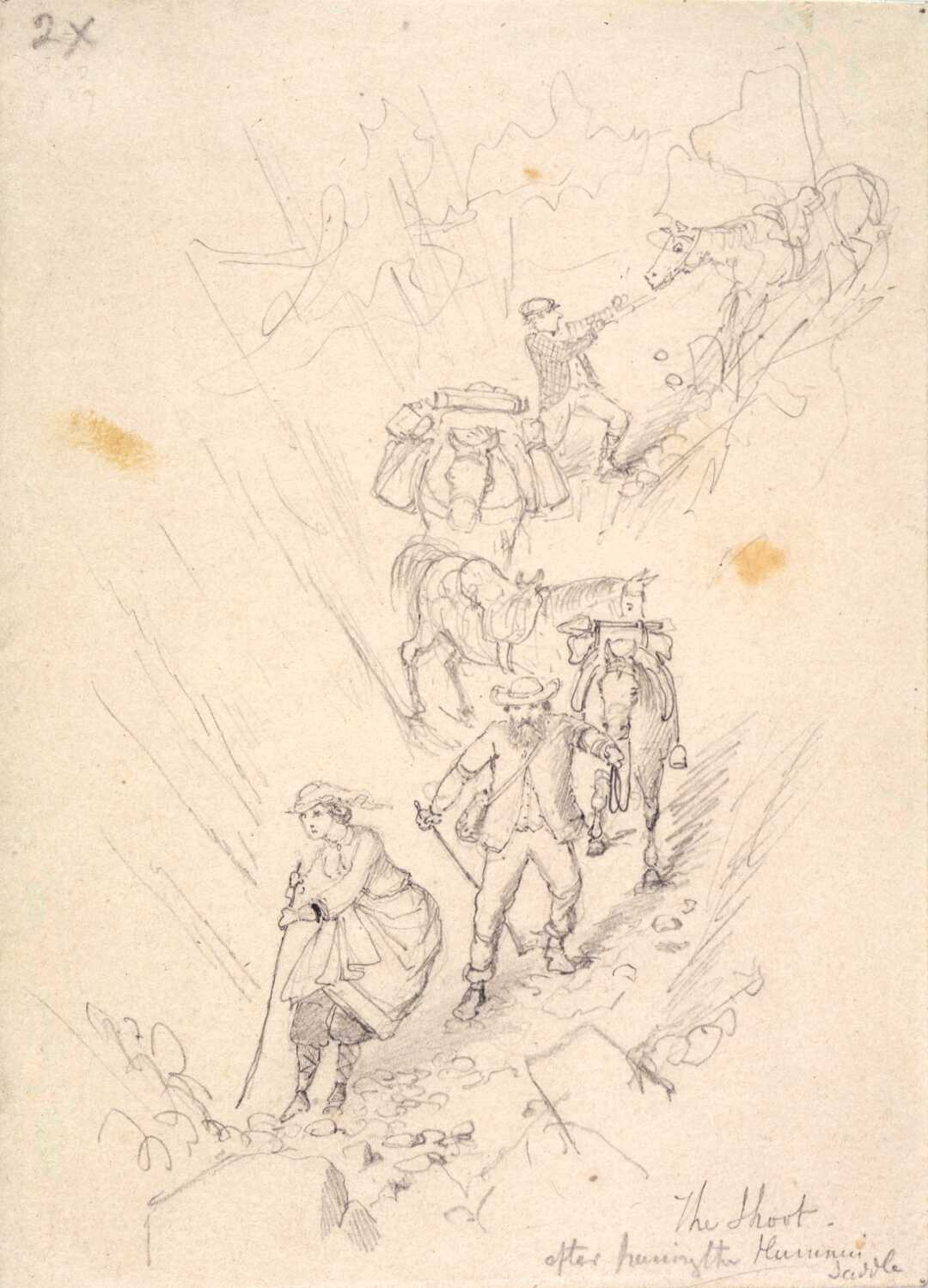
La bajada (rodaje) después de pasar la montura Hurunui. Dibujo a lápiz por Nicholas Chevalier, 1866.

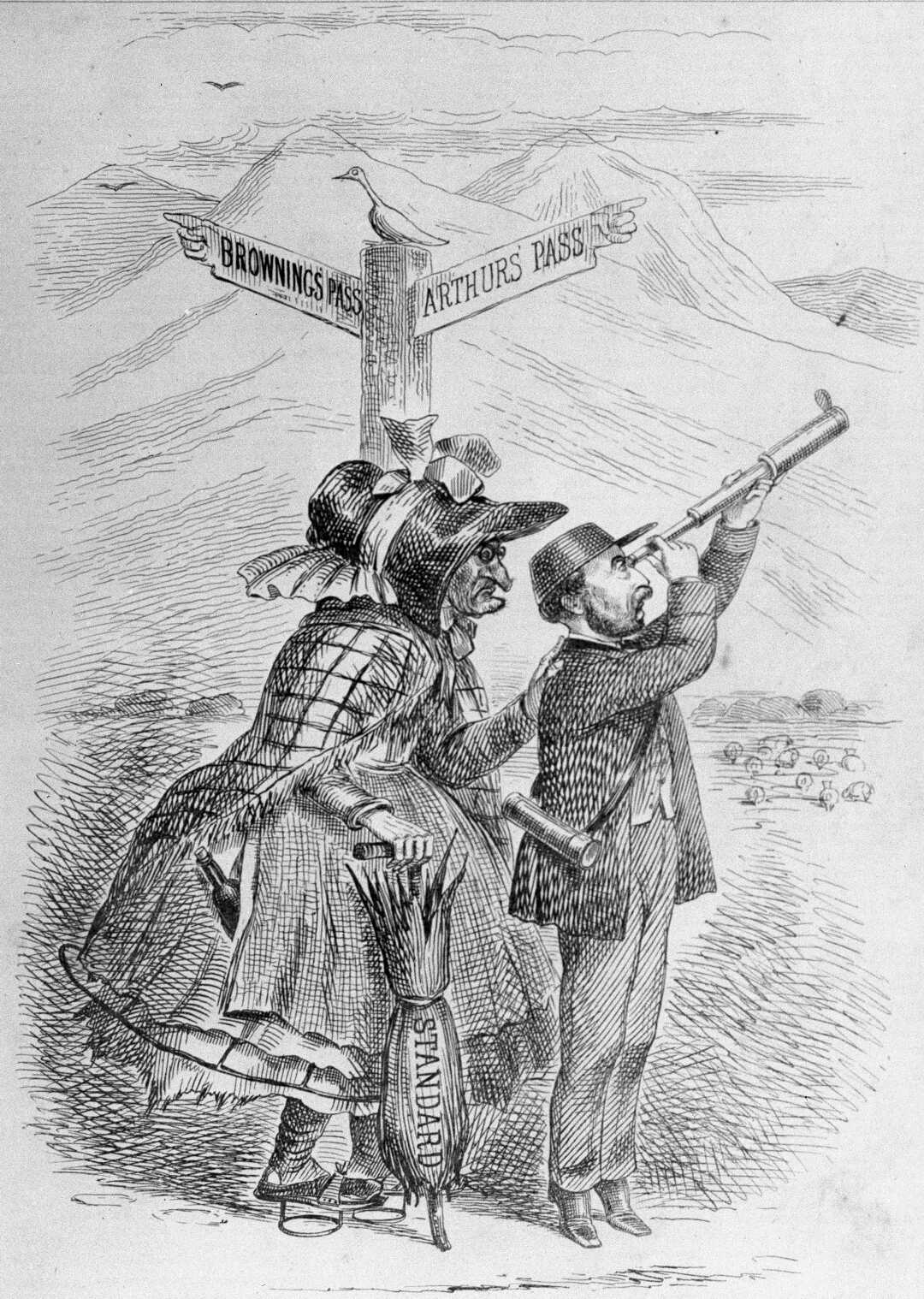
En busca de un mejor cruce alpino hacia el paso de Harper, el público estaba a favor del paso de Browning, pero John Hall prefería el paso de Arthur; estaba respaldado por el Canterbury Standard.

El paso era la ruta más importante a través de los Alpes del Sur / Kā Tiritiri o te Moana para que los maoríes obtuvieran pounamu de la costa oeste; el paso recibió solo uso estacional. Para los maoríes, el paso era conocido por cualquiera de los nombres de los ríos que fluyen de él: el río Taramakau en el lado occidental y el río Hurunui en el este.
Los primeros europeos cruzaron el paso en 1857. En septiembre de ese año, Edward Dobson condujo un grupo compuesto por el inspector Joseph Taylor, Sr. Mason y Christopher Edward Dampier sobre el paso. Pasaron solo una corta distancia más allá de la montura antes de ser detenidos por cuatro días de mal tiempo, después de lo cual regresaron al río Hurunui. Dobson calculó mal la altura del paso (pensó que tenía unos 1000 pies (304,8 m) de altura) y el río de la costa oeste que encontraron (pensó que había entrado en el río Buller, ahora conocido como el río Arahura, que tiene 50 kilómetros (31,1 mi) más al suroeste). El 4 de noviembre de 1857, solo dos meses después, Leonard Harper partió de la estación de Mason en el río Waitohi para cruzar también el paso; tenía a Loch con él y cuatro maoríes de Kaiapoi. Una vez que llegaron al Taramakau, se encontraron con una inundación y construyeron una mogihi (una balsa hecha de tallos de lino). Llegaron a la costa oeste 23 días después de partir y tardaron 14 días en regresar a la granja de Mason. Pero antes de regresar, viajaron a lo largo de la costa hasta el sur del río Waitangitaona (es decir, justo al norte de la laguna Ōkārito). El grupo regresó a Christchurch en enero de 1858. Desde aquella expedición se le ha llamado el paso de Harper.
Después de que se descubrió oro en mayo de 1861 en Otago, la búsqueda de oro en Canterbury también comenzó, con el Consejo Provincial de Canterbury ofreciendo una recompensa de NZ £ 1 000 por el descubrimiento de oro en una "localidad razonablemente accesible a Christchurch". El geólogo provincial, Julius von Haast, buscó en el sur de Canterbury, mientras se hacían esfuerzos para hacer más accesible la costa oeste; en ese momento, la costa oeste todavía formaba parte de Canterbury. En nombre del gobierno provincial, Charlton Howitt estaba haciendo prospecciones en el río Hurunui y él y su equipo abrieron un camino hacia el paso de Harper. En marzo de 1863, después de que un topógrafo señalara las similitudes geológicas entre el valle de Hokitika y los campos de oro en Victoria, Australia, el gobierno provincial decidió que se debía encontrar urgentemente una mejor conexión de viaje a la costa oeste. Se encargaron más trabajos en la pista sobre el paso de Harper. Howitt estaba destinado en el lago Brunner para trabajar en las vías, pero él y dos de sus hombres se ahogaron en el lago en junio de 1863.
Después de que se encontró poco oro pagadero en la costa oeste, el gobierno provincial envió órdenes en agosto de 1864 de que cesarían todos los trabajos en la vía sobre el paso de Harper y que los depósitos en la costa oeste debían cerrar. Cinco días antes de que llegaran los pedidos, uno de los cortadores de pista (track cutters), Albert Hunt, encontró oro pagadero. Esto finalmente inició la fiebre del oro de la costa oeste. El furor golpeó a Christchurch en febrero de 1865, luego que un informe sobre el descubrimiento de 2375 onzas (67,3 kg) enviado a Nelson desde la costa oeste circuló en la comunidad. Durante las siguientes tres semanas, unos 2 500 excavadores se abrieron paso por el paso Harper. El viaje de 170 millas (270 km) desde Christchurch hasta la desembocadura del río Taramakau se describió así:

El primer tercio del camino fue por una carretera de arrastre por la que podían viajar los autocares; un tercero fue de ascenso constante, difícil solo unos pocos kilómetros por debajo del paso; pero el último tercio fue peligroso, involucrando un descenso precipitado y un cruce de río peligroso en el viaje por el desfiladero del Taramakau.
Gardner, 1971.

La pista se volvió tan mala que a fines de marzo de 1865, el gobierno provincial desaconsejó el uso de la ruta, aunque era la única ruta factible desde Christchurch a la costa oeste en ese momento. Así comenzó la búsqueda de una mejor ruta sobre los Alpes del Sur y Edward Dobson decidió que la mejor opción sería la ruta explorada por su hijo Arthur Dobson: el paso de Arthur. En octubre de 1865, se habilitó un camino de tierra sobre el paso de Arthur para el paso de carros. A partir de entonces, el uso del paso de Harper disminuyó. El 20 de marzo de 1866, se abrió una carretera sobre el paso de Arthur para el tránsito de autobuses, convirtiéndose en una ruta mucho más conveniente, cesando el uso del paso de Harper para fines de transporte.

## Tramping
En la década de 1930, el gobierno de Nueva Zelanda tuvo una iniciativa para restablecer la pista como una alternativa a la popular Milford Track en Fiordland. En ese momento se construyeron algunas cabañas.
El Departamento de Conservación mantiene la ruta y la anuncia como un tramp (caminata) sobre el paso de Harper que se puede realizar durante cuatro a cinco días. Las personas que realizan esta caminata deben ser autosuficientes ya que el área es remota y propensa a inundaciones. Se recomienda comenzar en la costa oeste ya que la ruta a lo largo del río Taramakau se basa en niveles bajos del río, por lo que tiene el beneficio de un pronóstico confiable. El tramping comienza en Aickens en State Highway 73, ya que una pasarela da acceso a través del río Ōtira, aguas arriba de su confluencia con el Taramakau. Más allá del paso de Harper, la pista sigue el río Hurunui hasta el lago Sumner. La pista luego sigue el río Hope hasta State Highway 7. Toda la ruta del Harper Pass Track es parte de la senda Te Araroa.